# Lo sparviero del mare
Lo sparviero del mare (The Sea Hawk) è un film del 1940, diretto da Michael Curtiz e tratto dall'omonimo romanzo (1915) di Rafael Sabatini.

## Trama
Ispirato alla storia di Sir Francis Drake, il film narra delle avventure per mare di un corsaro inglese di nome Geoffrey Thorpe che serve la corona inglese attaccando le navi spagnole.
Geoffrey Thorpe è un corsaro al servizio della Regina d'Inghilterra, e per conto di quest'ultima attacca e depreda bastimenti soprattutto spagnoli. In uno dei suoi arrembaggi cattura una nave con a bordo l'Ambasciatore di Spagna e sua nipote Donna Maria. Thorpe si innamora a prima vista della fanciulla, ma questa lo respinge nei primi momenti, ma poi subisce il fascino dell'aitante corsaro e se ne innamora, senza darne a vedere né a suo zio Ambasciatore, né tantomeno a Thorpe stesso.
Il Primo Ministro inglese Lord Wolfingham, in realtà è un doppiogiuochista ed in combutta con l'Ambasciatore spagnolo progetta di far invadere l'Inghilterra da parte della Spagna, per essere posto sul trono al posto della Regina legittima.
Nel frattempo, Thorpe e la Regina progettano in gran segreto di tagliare le fonti economiche della Spagna, derubando l'oro spagnolo che proviene dal nuovo continente, e pianifica una rapida azione a Panama.
Il duo Wolfingham-Ambasciatore spagnolo vengono a conoscenza del suddetto piano, e pianificano una trappola per Thorpe. Anche Donna Maria viene a conoscenza della trappola e tenta di avvertire il corsaro di cui è innamorata, ma quest'ultimo è già salpato da Dover in direzione Panama.
Giunto nel paese centroamericano, Thorpe si impossessa con troppa facilità dell'oro spagnolo e difatti, da lì a poco sarà attaccato da un intero battaglione spagnolo che decimerà il suo equipaggio. Thorpe è catturato, processato in Spagna e condannato a vita ai remi di una galea spagnola.
Durante un attracco a Cadice, Thorpe organizza una rivolta, si impossessa della nave e delle prove del tradimento del Primo Ministro inglese e fa vela verso l'Inghilterra.
Al suo arrivo, si incontra di nuovo con Donna Maria, i due finalmente si dichiarano il loro reciproco amore.
Giunto al palazzo reale, Lord Wolfingham tenta con tutti i modi di impedire a Thorpe di incontrare la Regina, consapevole che egli ha le prove del suo tradimento. In un epico e finale duello alla spada, Thorpe ucciderà il Ministro traditore, rivelando alla Regina il bieco inganno.
Finale con Thorpe che viene nominato Baronetto dalla Regina, e quest'ultima che finalmente si convince ad approntare una flotta  per contrastare le mire espansionistiche della Spagna.

## Musica
La musica orchestrale è stata composta da Erich Wolfgang Korngold. Nel 1972 una suite tratta dalla partitura venne incisa da Charles Gerhardt con la National Philharmonic Orchestra e inserita in un LP intitolato The Sea Hawk: The Classic Film Scores of Erich Wolfgang Korngold, prodotto dal figlio del compositore George Korngold. Sono seguite altre registrazione di ampie selezioni della musica, finché, nel 2007 è uscita la registrazione della partitura completa, in doppio CD. John W. Morgan ha ricostruito meticolosamente ogni singola nota e William T. Stromberg l'ha registrata con la Moscow Symphony Orchestra and Chorus.

## L'edizione italiana
L'edizione italiana fu approntata negli Stati Uniti, e per le voci italiane dei protagonisti vennero utilizzati doppiatori italo-americani.